# Куккаро-Ветере
Куккаро-Ветере (итал. Cuccaro Vetere) — коммуна в Италии, располагается в регионе Кампания, в провинции Салерно.
Население составляет 622 человека (2008 г.), плотность населения составляет 37 чел./км². Занимает площадь 17 км². Почтовый индекс — 84050. Телефонный код — 0974.
Покровителем коммуны почитается святой апостол Пётр, празднование 29 июня.

## Демография
Динамика населения:

## Администрация коммуны
- Официальный сайт: http://www.comune.cuccarovetere.sa.it/